# Teleogramma
Teleogramma là chi (sinh học) của Họ Cá hoàng đế ở châu Phi với 4 loài. Chúng có kích thước 10 xentimét (3,9 in) chiều dài, và sinh sống tại sông Congo ở Cộng hòa Dân chủ Congo/Cộng hòa Congo.